# Jeff Alu
Pour les articles homonymes, voir Alu.
Jeff T. Alu, né le 1er janvier 1966, est un artiste numérique, animateur, photographe et compositeur américain, également astronome amateur.

## Découvertes
D'après le Centre des planètes mineures, Jeff Alu a découvert vingt-quatre astéroïdes numérotés entre 1987 et 1993, dont treize avec un co-découvreur. Il a également codécouvert les comètes périodiques 117P/Helin-Roman-Alu et 132P/Helin-Roman-Alu. L'astéroïde (4104) Alu porte son nom.
| (4132) Bartók                                        | 12 mars 1988      |
| (4221) Picasso                                       | 13 mars 1988      |
| (5230) Asahina                                       | 10 mars 1988      |
| (5639) Ćuk[1]                                        | 9 août 1989       |
| (6037) 1988 EG                                       | 12 mars 1988      |
| (6335) Nicolerappaport[1]                            | 5 juillet 1992    |
| (6382) 1988 EL                                       | 14 mars 1988      |
| (6611) 1993 VW[1]                                    | 9 novembre 1993   |
| (7825) 1991 TL1                                      | 10 octobre 1991   |
| (9058) 1992 JB[2]                                    | 1er mai 1992      |
| (10115) 1992 SK[1]                                   | 24 septembre 1992 |
| (10302) 1989 ML[1]                                   | 29 juin 1989      |
| (11279) 1989 TC[1]                                   | 1er octobre 1989  |
| (13030) 1989 PF[1]                                   | 9 août 1989       |
| (15704) 1987 SE7[1]                                  | 20 septembre 1987 |
| (17511) 1992 QN[1]                                   | 29 août 1992      |
| (26841) 1991 TY1                                     | 10 octobre 1991   |
| (27708) 1987 WP[1]                                   | 20 novembre 1987  |
| (43769) 1988 EK                                      | 10 mars 1988      |
| (48469) 1991 TQ1                                     | 10 octobre 1991   |
| (52307) 1991 TH1                                     | 12 octobre 1991   |
| (79186) 1993 QN[1]                                   | 20 août 1993      |
| (161998) 1988 PA                                     | 9 août 1988       |
| (161999) 1989 RC[1]                                  | 5 septembre 1989  |
| 1. avec Eleanor F. Helin 2. avec Kenneth J. Lawrence |                   |